# سیارک ۱۳۳۸۹
سیارک ۱۳۳۸۹ (به انگلیسی: 13389 Stacey، نامگذاری:1999AG24) سیزده هزار و سیصد و هشتاد و نهمین سیارک کشف شده‌است که در ۱۰ ژانویه ۱۹۹۹ کشف شد.
قدر مطلق سیارک برابر ۱۲٫۵۰ است.